# Hans Müller (patinage artistique)
Pour les articles homonymes, voir Müller.
Hans Müller, né le 7 mars 1931 à Zurich et mort le 26 août 2021 à Rancho Palos Verdes (États-Unis), est un patineur artistique suisse. Il est champion de Suisse 1955, et participe aux Jeux olympiques d'hiver de 1956.

## Carrière amateur

### Carrière sportive
Hans Müller est champion de Suisse en 1955.
Il représente son pays à trois championnats européens (1954 à Bolzano, 1955 à Budapest et 1956 à Paris), deux mondiaux (1955 à Vienne et 1956 à Garmisch-Partenkirchen) et aux Jeux olympiques d'hiver de 1956 à Cortina d'Ampezzo.

### Reconversion
Après les mondiaux de 1956, Hans Müller émigre aux États-Unis où il rejoint le spectacle de danse sur glace Ice Capades jusqu'en 1976. Il patine en couple avec Darlene Ripepe. Le couple déménage ensuite en Europe pour patiner dans le spectacle Ice Parade.
À la fin des années 1970, Hans Müller retourne aux États-Unis, en Californie, où il entame une carrière d'entraîneur qui va durer 30 ans au Skating Edge. Il devient citoyen américain le 17 juin 1983.

## Palmarès
| Compétition             | 1954 | 1955 | 1956 |  |  |  |  |  |  |  |  |  |  |  |  |  |  |  |  |  |  |  |  |  |  |  |
| Jeux olympiques d'hiver |      |      | 12e  |  |  |  |  |  |  |  |  |  |  |  |  |  |  |  |  |  |  |  |  |  |  |  |
| Championnats du monde   |      | 12e  | 13e  |  |  |  |  |  |  |  |  |  |  |  |  |  |  |  |  |  |  |  |  |  |  |  |
| Championnats d’Europe   | 10e  | 8e   | 11e  |  |  |  |  |  |  |  |  |  |  |  |  |  |  |  |  |  |  |  |  |  |  |  |
| Championnats de Suisse  | 2e   | 1er  | 2e   |  |  |  |  |  |  |  |  |  |  |  |  |  |  |  |  |  |  |  |  |  |  |  |
|                         |      |      |      |  |  |  |  |  |  |  |  |  |  |  |  |  |  |  |  |  |  |  |  |  |  |  |